# Mai con i quadri
Mai con i quadri è una miniserie televisiva, diretta da Mario Caiano, andata in onda su Canale 5 martedì 9 e giovedì 11 febbraio 1999.

## Trama
Il procuratore David Segre è stato trasferito a Lucca. Qui affronta il caso dell'omicidio di Isabella De Gherarducci, affascinante studiosa d'arte molto nota nel suo ambiente. Dalle prime ricerche David scopre che la donna ha avuto una vita sentimentale piuttosto turbolenta e interroga quindi i suoi ex amanti. In seguito si rende conto che lei era coinvolta in un traffico illecito di opere d'arte. L'assassino di Isabella de Gherarducci si diverte a sfidare il procuratore David Segre che sta indagando sull'accaduto. Gli manda infatti messaggi in cui indica come ucciderà la prossima volta. Mentre David si convince che è il delitto legato al traffico illecito di opere d'arte, viene ucciso il sovrintendente Giancarlo Alfieri.